# Migsideres
Migsideres is een kevergeslacht uit de familie van de boktorren (Cerambycidae). De wetenschappelijke naam van het geslacht werd voor het eerst geldig gepubliceerd in 1948 door Gilmour.

## Soorten
Migsideres is monotypisch en omvat slechts de volgende soort:
- Migsideres bialbomaculata Gilmour, 1948